# Bory (Eslováquia)
Bory é um município da Eslováquia, situado no distrito de Levice, na região de Nitra. Tem 8,81 km² de área e sua população em 2018 foi estimada em 316 habitantes.

## Demografia
| Ano:        | 1994 | 2004   | 2014   | 2024   |
| ----------- | ---- | ------ | ------ | ------ |
| Broj ljudi: | 326  | 324    | 316    | 307    |
| Razlika:    |      | -0,61% | -2,46% | -2,84% |

| Ano:               | 2023 | 2024   |
| ------------------ | ---- | ------ |
| Número de pessoas: | 315  | 307    |
| Diferença:         |      | -2,53% |